# Joeri de Kamps
Joeri de Kamps (Ámsterdam, Países Bajos, 10 de febrero de 1992) es un futbolista neerlandés. Juega de centrocampista y su equipo es el Volos F. C. de la Superliga de Grecia.

## Trayectoria
Tras jugar en la Eredivisie de la mano del Ajax de Ámsterdam, el SC Heerenveen y el NAC Breda, se marchó al Slovan Bratislava de la Superliga de Eslovaquia para la temporada 2016-17. Con el club eslovaco disputó un total de 130 partidos y anotó cuatro goles en seis años, además de proclamarse campeón de dos ligas y dos copas nacionales. En la segunda mitad de la campaña 2021-22 fue cedido al Sparta de Róterdam en un trato que incluía opción de compra. El 30 de agosto de 2022, el Lechia Gdańsk polaco anunció su fichaje con un contrato de dos años con opción de extensión.

## Selección nacional
Recibió su primera convocatoria para la selección neerlandesa cuando Cor Pot lo convocó con la selección neerlandesa sub-21 el 29 de febrero de 2012. Apareció en el encuentro amistoso contra Dinamarca sub-21.

## Clubes
| Club                        | País         | Año       |
| --------------------------- | ------------ | --------- |
| Jong Ajax                   | Países Bajos | 2011-2014 |
| S. C. Heerenveen (cedido)   | Países Bajos | 2013-2014 |
| NAC Breda                   | Países Bajos | 2014-2016 |
| Š. K. Slovan Bratislava     | Eslovaquia   | 2016-2022 |
| Sparta de Róterdam (cedido) | Países Bajos | 2022      |
| Lechia Gdańsk               | Polonia      | 2022-2023 |
| IK Sirius                   | Suecia       | 2023      |
| Volos F. C.                 | Grecia       | 2024-     |

## Palmarés

### Títulos nacionales
| Título                  | Club                    | País       | Año  |
| ----------------------- | ----------------------- | ---------- | ---- |
| Copa de Eslovaquia      | Š. K. Slovan Bratislava | Eslovaquia | 2017 |
| Copa de Eslovaquia      | Š. K. Slovan Bratislava | Eslovaquia | 2018 |
| Superliga de Eslovaquia | Š. K. Slovan Bratislava | Eslovaquia | 2019 |
| Superliga de Eslovaquia | Š. K. Slovan Bratislava | Eslovaquia | 2020 |
| Copa de Eslovaquia      | Š. K. Slovan Bratislava | Eslovaquia | 2020 |
| Superliga de Eslovaquia | Š. K. Slovan Bratislava | Eslovaquia | 2021 |
| Copa de Eslovaquia      | Š. K. Slovan Bratislava | Eslovaquia | 2021 |